# 或許能幹委員會
《或許能幹委員會》是由日本漫畫家吉田貴司創作的超現實戀愛喜劇漫畫。
2013年時，該作的第1話曾作為短篇在小學館的少年漫畫雜誌《Big Comic Superior》的新人漫畫獎中投稿獲獎。作者雖然接著畫第2話，但責任編輯告訴他這是單篇作品，因而沒有連載。
作者經歷幾次失敗後，轉戰網路。2016年4月起，該漫畫開始在note上登載。因為作者在推特努力作畫宣傳，意外地使得該作品走紅，該作也在cakes上刊載。漫畫中每回故事的主角都不同。
2016年6月，吉田自主出版電子書籍（收錄於短篇集《甜蜜記憶（1）》）。每回故事的判定結果有趣以外，心理、情景描寫因引起讀者共鳴而在SNS上成為話題。2017年，出版單行本。2017年末，決定拍攝真人電視劇，2018年在AbemaTV播出。

## 作品構思
第1話作品的構思在2013年，吉田與朋友談到「當時那樣說不定可以（跟女性）做，對吧」「誰來判斷可以還是不能」。吉田從這種不同尋常的對話中獲得了靈感，這次對話直接用在第1話的劇情裡。作品標題也是自這段對話中誕生。吉田認為如果有編輯的參與作品就會變得沒意思，所以在沒有出版商的情況下自行發布作品，也認為在雜誌上發表會被埋沒。另一方面，由於預算少沒有聘請助理，吉田自己完成作畫，因此擔心作畫品質低下，例如：白色背景等。

## 故事簡介
每一回，故事的主角都帶著「或許可以做（上床）」的回憶到像面試會場的地方，以獨白的形式講述與女性之間的酸甜苦辣回憶。女性獨白的時候也有。最後由兩名男性和一名女性組成的「或許能幹委員會」判定（當時）「可以做」還是「不可以做」。

## 人物角色

### 或許能幹委員會
- 能島 明（のうじま あきら）[9]

犠星塾塾長。雖然散發著威嚴的氛圍，但也流露出對相談者的溫柔，「或許能幹委員會」的主宰者。雖然自稱是塾長，但到底是什麼樣的塾尚不清楚。
坐在委員會的中心位置，穿著像空手道一樣的道袍。有時一邊（內心）動搖，一邊刮目相看，又一邊在手邊的大學筆記裡記錄審議得到的教訓。
每次審議的最後都會給相談者留下「也許能做的夜晚是人生的寶藏」等名言。
- 帕拉迪索（パラディソ）[9]

音樂家。「或許能幹委員會」的成員。戴著鬱金香帽子與墨鏡。一邊淡然地聽商量者的話，一邊把在意的部分認真地記錄在電腦上。多數判定都跟隨塾長。
將狀況的整理、假設、圖解等寫在黑板上進行整理，展開偵探般的推理。
- 月 滿子（つき みちこ）[9]

財團法人Mix tape代表。「或許能幹委員會」的一點紅。一邊喝拿鐵，一邊以平靜的氣氛傾聽相談者的話。作為唯一的女性委員，舉著「不能算是做了」的牌子，以嚴厲的意見駁回男性。
雖然，帕拉迪索和相談者關心於黃段子的場景有很多，但是她自己完全不在意的樣子。

## 出版書籍

### 實體書
- 《甜蜜記憶（1）》[註 2]（2016年6月24日、電書鴿（日语：漫画 on Web））[10]

單行本
| 卷數 | 雙葉社        | 雙葉社                 |
| 卷數 | 發售日期      | ISBN                   |
| ---- | ------------- | ---------------------- |
| 1    | 2017年6月28日 | ISBN 978-4-575-31273-7 |
| 2    | 2018年3月28日 | ISBN 978-4-575-31348-2 |
| 3    | 2019年2月2日  | ISBN 978-4-575-31423-6 |
| 4    | 2020年6月11日 | ISBN 978-4-575-31557-8 |

### 電子書
| 卷數 | 電書鴿        | 電書鴿          |
| 卷數 | 發售日期      | ASIN            |
| ---- | ------------- | --------------- |
| 1    | 2017年6月27日 | ASIN B07315G6PB |
| 2    | 2018年3月30日 | ASIN B07BQT58XJ |
| 3    | 2019年2月1日  | ASIN B07N3XT74H |
| 4    | 2020年5月12日 | ASIN B0875X3RGJ |

## 電視劇
2018年，AbemaTV、MBS製作，在AbemaTV、MBS與TBS系（僅一部分）播出。根據各自不同的企劃拍攝成真人電視劇。皆由山口雅俊擔任導演。

### 網絡版
2018年1月27日起，每週六23:00-23:30在AbemaTV的AbemaSPECIAL頻道播出。
電視劇版中，委員會室裡有個原創角色，由西內弘飾演謎一樣的服務生、秘書真野。3月10日，最後一集中播出堀江貴文的小故事，原著吉田會以劇本為基礎作畫在cakes上。

#### 登場人物
- 能島明：秋山龍次（日语：秋山竜次）[17]
- 帕拉迪索：本多力（日语：本多力）[17]
- 月滿子：朝比奈彩[17]
- 真野：西內弘（日语：西内ひろ）

##### 各集登場人物
第1話：同窗會篇（2018年1月27日）
- 照澤武文：入江甚儀
- 唯川泉：逢澤莉娜

第2話：初夜篇（2018年2月3日）
- 羽賀ケンジロウ：福山翔大（日语：福山翔大）
- 佐渡川エリ：天使萌

第3話：人妻篇（2018年2月10日）
- 菅野健太郎：荒木宏文（回想：板垣瑞生）
- 阿藤美由紀：野波麻帆（日语：野波麻帆）

第4話：聖誕老人篇（2018年2月17日）
- 大沢拓海：渡邊佑太朗（日语：渡辺佑太朗）
- 高梨リコ：玉城Tina（日语：玉城ティナ）

第5話：誘惑的女人篇（2018年2月24日）
- 北坂智大：川野直輝（日语：川野直輝）
- 岸元さき：三上悠亞

第6話：草食系男子篇（2018年3月3日）
- 石嶺晴海：相樂樹
- 藤森良太：萩原利久

第7話：（2018年3月10日）
多動力的男人篇
- 堀江貴文：堀江貴文（少年時：林一太郎）
- 北条ゆい：矢崎希菜（日语：矢崎希菜）

回頭看的男人篇
- 都築恭平：高嶋政宏
- 回頭看的女人：鹿嶋Yukari（日语：鹿嶋ゆかり）
- 回頭看的俱樂部孃：穂果（日语：ほのか (モデル)）

#### 製作團隊
- 製作人：穀口達彥、磐城文惠、杉山未帆（AbemaTV）、石原仁美
- 編劇：山崎淳也、山口雅俊（日语：山口雅俊）、橋口俊貴（回頭看的男人篇）
- 導演：山口雅俊，西山太郎
- 影像合作：Hint、松竹攝影所（日语：松竹撮影所）
- 制作・著作：AbemaTV
- 主题曲: 《你的眼睛是10000伏特（日语：君のひとみは10000ボルト）》泉里香[13]

#### 相關節目（網絡）
- 事前製作2個特別綜藝節目，播出平台AbemaTV。

- 「或許能幹委員會」Special・AV女優的初戀純潔故事

2018年1月13日、20日發布。以出演者為首的AV女演員講述初戀逸聞的談話節目。以漫畫形式再現電視劇表現。
- 聽我說，或許我幹了

2018年1月21日發布。NON STYLE主持。由女藝人作為委員會，判定搞笑藝人過去的「或許幹了」的經驗談。NYANKO STAR特別出演。

### 無線電視版
由MBS製作的電視劇。2018年4月23日（22日深夜）起，以MBS、TBS部分同系列電視網為首，開始在Dramaism時段播出。TBS則於同月25日（24日深夜）播出。隨後在dTV、Netflix平台開播。
與網絡版不同，由MBS判斷製作，從原作變更了角色設定。原著作者吉田表示「敬請期待與漫畫不同的平行世界」。

#### 登場人物
- 能島讓：佐藤二朗[30]
- 綠洲：山田孝之[30]
- 月綾子：白石麻衣[30]
- 椎名（秘書）：立野沙紀[30]

##### 各集登場人物
第0話：特別篇 或許做了的黎明（2018年4月23日）
第1話：山巒篇 橫在眼前的山巒（2018年4月30日）
- 増田伸照：間宮祥太朗
- 倉橋由美子：小倉優香
- 高中2年級的増田伸照：勸修寺保都（日语：勧修寺保都）

第2話：Club Night篇 Club Night Go！（2018年5月7日）
- 芳村朔太郎：濱野謙太
- 真理惠：倉持由香
- DJ：般若（日语：般若 (ラッパー)）

第3話：大米篇 烤蠶豆和大腿的溫暖（2018年5月14日）
- 長谷部良宏：森永悠希
- 川上博美：武田玲奈

第4話：告白篇 告白的問題（2018年5月21日）
- 長迫正行：永野宗典（日语：永野宗典）
- 原百合子：江夏詩織

第5話：後日篇 布丁特集和手指海膽（2018年5月28日）
- 澤部涉：杉野遙亮
- 町田伸子（町甜甜）：山本舞香
- 澤部妄想中的高橋聖子：高橋聖子

第6話：電影篇 成為電影朋友吧（2018年6月4日）
- 安永紳一郎：中尾明慶
- 平山彩乃：森川葵

第7話：卡拉OK包廂篇 天使降臨人間的一吻（2018年6月11日）
- 谷戸啓介：矢野聖人（日语：矢野聖人）
- 圓塔夏海：山地Mari（日语：山地まり）

第8話：太陽之塔篇（2018年6月18日）
- 岩瀨五月：MEGUMI
- 越田圭介：小關裕太
- 10年前的岩瀨五月：福田麻由子

#### 製作團隊
- 編劇：山崎淳也、橋口俊貴、山口雅俊[31]
- 監製：山口雅俊[27]
- 製片：岩倉達哉、丸山博雄、村島亘
- 配樂：千葉篤史
- 導演：山口雅俊（日语：山口雅俊）
- 原作：吉田貴司（日语：吉田貴司）《或許能幹委員會》（cakes（日语：note (配信サイト)）・雙葉社）
- 製作：吉田貴司／「或許能幹委員會」製作委員會・MBS

#### 播出日程
- 收視率最高值以紅色表示，收視率最低值以蓝色表示。

| 集數                                                    | 播放日期 | 日文標題 | 中文標題           | 編劇              | 收視率 |
| ------------------------------------------------------- | -------- | -------- | ------------------ | ----------------- | ------ |
| 特別篇                                                  | 4月23日  |          | 或許做了的黎明     | –                 | 0.9%   |
| 第1集                                                   | 4月30日  |          | 橫在眼前的山巒     | 橋口俊貴 山口雅俊 | 1.5%   |
| 第2集                                                   | 5月7日   |          | Club Night Go！    | 山崎淳也 山口雅俊 | 0.9%   |
| 第3集                                                   | 5月14日  |          | 烤蠶豆和大腿的溫暖 | 山崎淳也 山口雅俊 | 1.3%   |
| 第4集                                                   | 5月21日  |          | 告白的問題         | 山崎淳也 山口雅俊 | 1.5%   |
| 第5集                                                   | 5月28日  |          | 布丁特集和手指海膽 | 山崎淳也 山口雅俊 | 1.1%   |
| 第6集                                                   | 6月4日   |          | 成為電影朋友吧     | 山崎淳也 山口雅俊 | 1.1%   |
| 第7集                                                   | 6月11日  |          | 天使降臨人間的一吻 | 山崎淳也 山口雅俊 | 1.6%   |
| 最終集                                                  | 6月18日  |          | 太陽之塔           | 山崎淳也 山口雅俊 | 1.3%   |
| 平均收視率 1.2%（收視率由Video Research於關東地區統計） |          |          |                    |                   |        |

#### 播放電視台
- 首播為特別篇

| 播放日期                                      | 播放時間                            | 播放電視台  | 播放地區       | 備註         |
| --------------------------------------------- | ----------------------------------- | ----------- | -------------- | ------------ |
| 2018年4月23日－6月18日                        | 星期一 0:50－1:20                   | MBS         | 近畿廣域區     | 製作局       |
| 2018年4月25日－6月20日                        | 星期三 1:28－1:58                   | TBS         | 關東廣域區     |              |
| 2018年4月28日－6月23日                        | 星期六 1:25－1:55                   | 靜岡放送    | 靜岡縣         |              |
| 2018年5月4日－6月29日                         | 星期五 0:56－1:26                   | 愛電視台    | 愛媛縣         |              |
| 2018年5月9日－7月4日                          | 星期三 1:28－1:58                   | IBC岩手放送 | 岩手縣         |              |
| 2018年5月10日－7月12日                        | 星期四 1:30－2:00                   | 北陸放送    | 石川縣         |              |
| 2018年5月16日－7月11日                        | 星期三 0:55－1:25                   | TVU山形     | 山形縣         |              |
| 2018年5月17日－7月12日                        | 星期四 1:50－2:20                   | 山陽放送    | 岡山縣・香川縣 |              |
| 2018年5月22日－7月24日                        | 星期二 0:55－1:25                   | 長崎放送    | 長崎縣         |              |
| 2018年5月25日－7月20日                        | 星期五 0:56－1:26                   | 熊本放送    | 熊本縣         |              |
| 2018年6月13日－8月1日                         | 星期三 1:05－1:35                   | 東北放送    | 宮城縣         | 特別篇未播出 |
| 2018年6月22日－7月13日 2018年7月20日－8月10日 | 星期五 1:34－2:04 星期五 1:29－1:59 | CBC電視台   | 中京廣域區     | 特別篇未播出 |
| 2018年6月23日－8月25日                        | 星期六 1:45－2:15                   | TVU福島     | 福島縣         |              |
| 2018年8月4日－10月20日                        | 星期六 17:00－17:30                 | 高知電視台  | 高知縣         |              |
| 2018年9月4日－10月30日                        | 星期二 1:20－1:50                   | 山梨電視台  | 山梨縣         |              |
| 2018年10月18日－12月12日                      | 星期四 0:55－1:25                   | 中國放送    | 廣島縣         |              |
| 2018年10月23日－12月11日                      | 星期二 1:25－1:55                   | RKB每日放送 | 福岡縣         | 特別篇未播出 |

## 外部連結
| - 或許能幹委員會－note（日語） - 或許能幹委員會－cakes（日語） - 或許能幹委員會－漫畫 on web（日語） - 或許能幹委員會 官方的X（前Twitter）（日語） - 或許能幹委員會－AbemaTV（日語） - 或許能幹委員會－Abema Video（日語） | - 或許能幹委員會 官方網站（日語） - 或許能幹委員會－MBS Dramaism（日語） - 或許能幹委員會 電視官方的X（前Twitter）（日語） - 或許能幹委員會 電視官方的Instagram帳戶（日語） - 在Netflix上觀看《風流韻事審查委員會》 |